# Vesoul
Vesoul er en mindre fransk provinsby. Den er hovedsæde i departementet Haute-Saône.